# Michel Setboun
Michel Setboun, né le 27 août 1952 à Bône en Algérie, est un photographe de presse français.

## Biographie
Michel Setboun est né à Bône en Algérie. Après avoir été architecte, Michel Setboun travaille comme photographe professionnel depuis 1978.
Pendant dix ans, il parcourt la planète pour le compte de l'agence Sipa, couvrant les grands événements au gré de l'actualité.
Il rejoint l'agence Rapho en 1986.
Devenu photographe indépendant, il travaille sur des projets photographiques personnels.

## Prix et récompenses
- 1984 : World Press Photo Photo Contest, Spot News, Stories, 1st prize, pour un reportage sur l’expulsion de deux millions de réfugiés au Nigeria[2].

## Publications
- Iran l'éclatement, édition Le Sycomore, 1979
- Mongolie, rêve d'infini, Éditions de La Martinière, 2002.
- La Balade des clochers, éditions Hermé, 2004. Michel Setboun. Texte Pierre Guicheney
- New York Vertigo, Éditions de La Martinière, 2007, texte et photos Michel Setboun
- Venise, Éditions de La Martinière, 2008 Michel Setboun
- Le Caire Renaissance d'une ville, Éditions de La Martinière, 2010. Michel Setboun. Texte Phillipe Flandrin
- 40 ans de photojournalisme. Génération Sipa, Éditions de La Martinière, 2012. Michel Setboun, Sylvie Dauvillier,
- 40 ans de Photojournalisme. Génération Sygma, Éditions de La Martinière, 2013. Michel Setboun, Marie Cousin
- 40 ans de Photojournalisme. Génération Agences, Éditions de La Martinière, 2014. Michel Setboun, Marie Cousin  (ISBN 978-2732464022)
- Paris Lumière noire, Éditions de la Martinière, 2016. texte et photos Michel Setboun  (ISBN 978-2732478586)
- 40 ans d’histoires au pays des aigles, Center for Openess and Dialogue (COD) Tirana, 2021

## Expositions
Liste non exhaustive
- 2021 : 40 ans d’histoires au pays des aigles, Center for Openess and Dialogue (COD), Tirana[3].
- 2021 : Paris Lumière Noire, festival Visions d’Ailleurs à Martagny, du 2 juillet au 11 septembre 2021[4]
- 2021 : New York, trois visions du 11 septembre 2001, exposition collective avec Peter Turnley et David Turnley, festival Visions d’Ailleurs, Martagny, du 2 juillet au 11 septembre 2021[5]